# Effet Einstein-de Haas

Schéma expérimental.

L’effet Einstein–de Haas, ou effet Richardson (en référence à Owen Willans Richardson), est un phénomène physique mis en évidence par Albert Einstein et Wander Johannes de Haas au milieu des années 1910, dont l'expérience démontre la relation entre le magnétisme des matériaux et le moment angulaire des électrons, comme l'avait hypothétisé André-Marie Ampère en 1820. Rowan de Haas, le fils du découvreur, contribua lui aussi à en faire la théorie, et en appliqua les principes à l'industrie sidérurgique.

## Histoire
Les éponymes de l'effet Einstein-de Haas (EdH) sont Albert Einstein (1879-1955) et Wander Johannes de Haas (1878-1960) qui l'ont observé expérimentalement en janvier-février 1915 au Physikalisch-Technische Reichsanstalt, de Charlottenbourg près de Berlin.
L'effet est également connu comme l'effet Richardson car Owen Willans Richardson (1879-1959) l'avait antérieurement prédit en 1908,.
L'unique version complète et authentique de l'expérience d'Einstein-de Haas est retrouvée en 2024 dans les réserves du musée Ampère (Poleymieux-au-Mont-d'Or, région Auvergne-Rhône-Alpes, France),.

## Description
Cet effet correspond à la rotation communiquée à un matériau ferromagnétique (de forme cylindrique) initialement au repos, suspendu par un fil au centre d'un solénoïde, lorsque le solénoïde est parcouru par un courant électrique. À cette rotation d’un corps ferromagnétique (disons du fer), on associe un moment cinétique qui, en vertu de la loi de conservation du moment cinétique, doit être compensé par un moment antagoniste de même intensité au cœur du matériau. Étant donné qu'un champ magnétique externe, ici engendré par la circulation d’un courant électrique à travers le solénoïde, produit la magnétisation du spin des électrons dans le matériau (ou une inversion de spin dans un électro-aimant — à condition que le sens du courant soit convenablement choisi), l’effet Einstein–de Haas met en évidence que le moment cinétique de spin est effectivement de même nature que le moment cinétique des solides en rotation tels que le décrit la mécanique classique. C’est là un fait remarquable, puisque le spin des électrons, qui est une grandeur discontinue, ne peut être décrit dans le cadre de la mécanique classique.
Commentant les articles d’Einstein, Calaprice écrit à ce propos :
« 
52. [A. Einstein, W. J. de Haas,] Experimenteller Nachweis der Ampereschen Molekularströme [Experimental Proof of Ampère's Molecular Currents], Deutsche Physikalische Gesellschaft, Verhandlungen 17 (1915): 152-170.
 »
« 
Considérant l’hypothèse d’Ampère d'après laquelle le magnétisme est engendré par les rotations microscopiques de charges électriques, les auteurs ont suggéré de mettre à l'épreuve la théorie de Lorentz selon laquelle les particules en rotation sont des électrons. Le but de cette expérience était de mesurer le couple développé par inversion de la magnétisation d'un cylindre en fer.
 »
Calaprice poursuit :
« 
53. [A. Einstein, W. J. de Haas,] Experimental Proof of the Existence of Ampère's Molecular Currents (in English), Koninklijke Akademie van Wetenschappen te Amsterdam, Proceedings 18 (1915-16).
 »
« 
Einstein co-rédigea trois articles avec Wander J. de Haas sur les recherches expérimentales qu'ils avaient menées ensemble à propos des courants moléculaires d'Ampère, à savoir l'effet Einstein–de Haas. Lorsque le physicien néerlandais H. A. Lorentz releva une erreur, il corrigea immédiatement l'article 52 (ci-dessus). Outre les deux articles ci-dessus [c'est-à-dire 52 et 53] Einstein et de Haas co-écrivirent un "Commentaire" sur l'article 53 plus tard dans l'année, dans la même revue. Cette question n'avait qu'un lien indirect avec les intérêts pour la physique d'Einstein mais, comme il l'écrivit à son ami Michele Besso, « sur mes vieux jours j'éprouve une passion croissante pour l'expérimentation. »
 »
Les calculs fondés sur le modèle de spin d'électron en tant que mouvement de charge électrique sous-estiment ce moment magnétique d'un facteur d'environ 2, le facteur de Landé. La description correcte de ce moment magnétique requiert les hypothèses de l’électrodynamique quantique.

#### Dictionnaires et encyclopédie
- [Taillet, Villain et Febvre 2018] Richard Taillet, Loïc Villain et Pascal Febvre, Dictionnaire de physique, Louvain-la-Neuve, De Boeck Supérieur, hors coll., janvier 2018, 4e éd. (1re éd. mai 2008), X-956 p., 17 × 24 cm (ISBN 978-2-8073-0744-5, EAN 9782807307445, OCLC 1022951339, BNF 45646901, HAL hal-02017867, SUDOC 224228161, présentation en ligne, lire en ligne).

#### Publications historiques
- [Richardson 1908] (en) O. W. Richardson, « A mechanical effect accompanying magnetization », Physical Review, 1re série, vol. 26, no 3,‎ 1er mars 1908, p. 248-253 (OCLC 4645192758, DOI 10.1103/PhysRevSeriesI.26.248, Bibcode 1908PhRvI..26..248R, S2CID 119731746, lire en ligne  [PDF]).
- (de) A. Einstein et W. J. de Haas, « Experimenteller Nachweis der Ampèreschen Molekularströme », Verhandlungen der Deutschen Physikalischen Gesellschaft, vol. 17, no 8,‎ 30 avril 1915, p. 152-170 (Bibcode 1915DPhyG..17..152E, lire en ligne  [PDF]).
- (en) A. Einstein et W. J. de Haas, « Experimental proof of the existence of Ampère's molecular currents », Proceedings of the Koninklijke Nederlandse Akademie van Wetenschappen, vol. 18, no 1,‎ 1915, p. 696-711 (OCLC 636595525, Bibcode 1915KNAB...18..696E, S2CID 116715770, lire en ligne  [PDF]).